# Petrus en Pauluskerk (Vilnius)
De HH. Petrus en Pauluskerk (Litouws: Šv apaštalų Petro ir Povilo Baznycia, Pools: Kościół św Piotra i Pawła na Antokolu) is een rooms-katholieke kerk in Vilnius, Litouwen. Het is de kerk van het vroegere klooster van de reguliere kanunniken van Lateranen. Het interieur van de barokke kerk maakt grote indruk door het meesterlijke stucwerk, dat vrijwel de hele binnenkant van de kerk bedekt.

## Geschiedenis

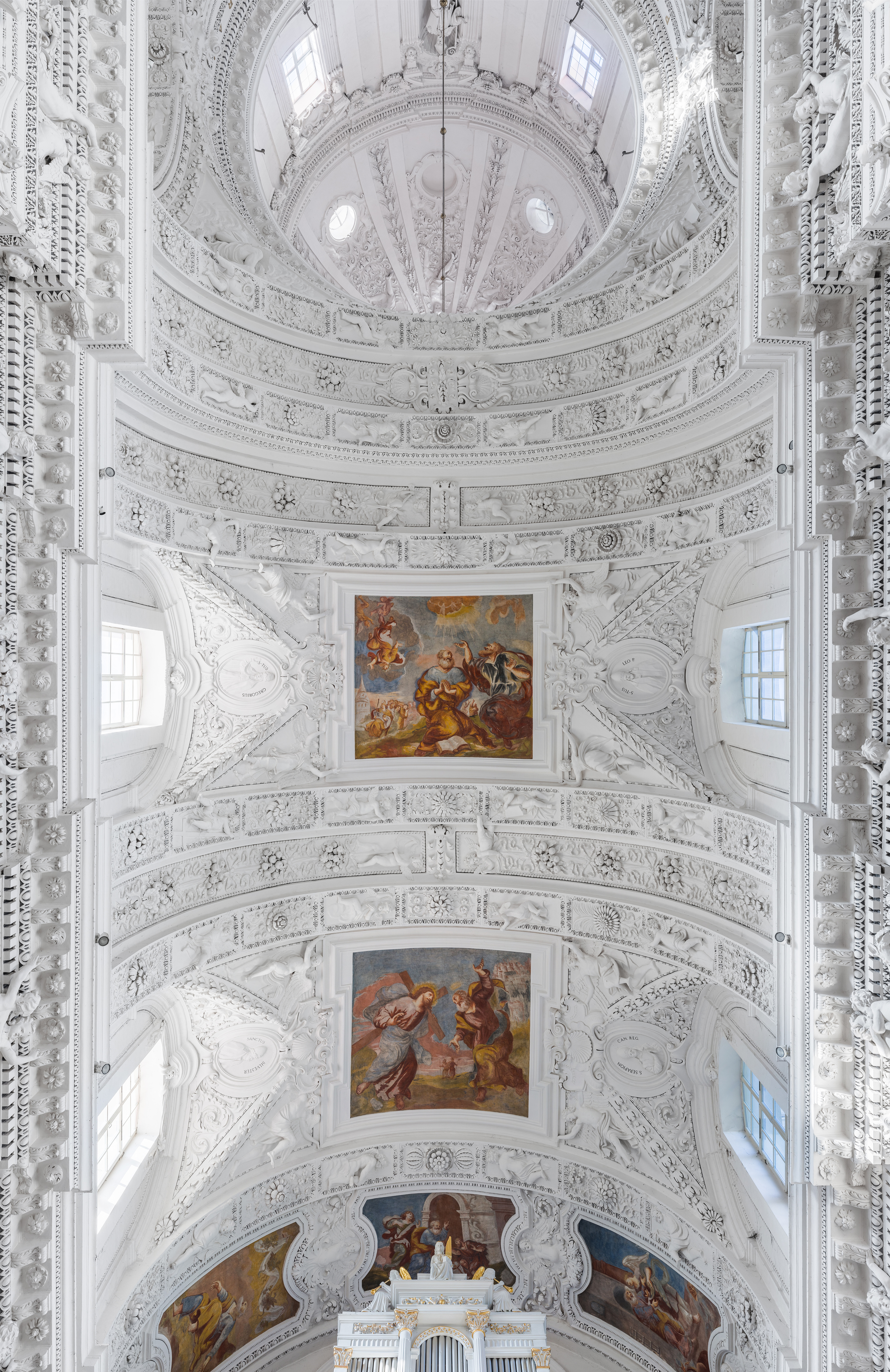
Gewelf

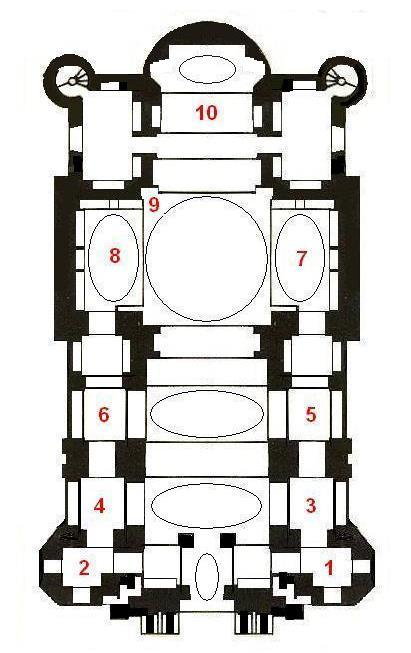
Plattegrond

De Petrus en Pauluskerk ligt buiten de historische stad Vilnius in de buitenwijk Antakalnis. Hier was in de jaren 1609–1616 een nieuwe houten kerk op de plaats van een in de 16e eeuw gebouwde kerk. Tijdens de oorlogen met Rusland in de periode 1655-1661 werden het oude klooster en de kerk verwoest. De bouw van een nieuwe kerk begon in opdracht van de Litouwse hetman van Vilnius, Michał Kazimierz Pac. Er wordt beweerd dat Pac de ingeving kreeg om de verwoeste kerk te herbouwen toen hij zich moest verstoppen in de ruïnes en ternauwernood ontsnapte aan een moordaanslag door muitende soldaten. Pac, die zelf nooit trouwde, had met de bouw van de kerk zijn mausoleum voor ogen. De bouwwerkzaamheden startten op 29 juni 1668 (de feestdag van de beide apostelen) onder leiding van Jan Zaor uit Krakau en werden voltooid in 1676 door Giovanni Battista Frediani. Pac contracteerde de Italiaanse meesters Giovanni Pietro Perti en Giovanni Maria Galli voor de versiering van het interieur. Het werk werd onderbroken door de dood van de stichter in 1682. Volgens zijn laatste wens werd Pac onder de drempel van het hoofdportaal begraven, met als Latijnse inscriptie Hic Jacet Pecator (vertaling: hier ligt een zondaar) op zijn grafsteen. Tegen het einde van de 18e eeuw viel bij een blikseminslag een beeld op zijn grafsteen. De gebroken steen leidde tot het ontstaan van veel speculaties over de vermeende zonden van Pac. Tegenwoordig heeft de grafsteen een plaats op de rechter muur van het hoofdportaal.
De kerk werd door Pacs broer, bisschop van Samogitia Kazimierz Pac, voltooid en ingewijd in 1701, terwijl de werkzaamheden aan de decoratie niet eerder dan in 1704 werden voltooid. Het interieur van de kerk onderging sindsdien relatief weinig veranderingen.
In 1864 liet Mikhail Muravyov-Vilensky het klooster als repressiemaatregel voor de mislukte Januari-opstand sluiten. De gebouwen werden vervolgens in gebruik genomen als kazerne en na de Tweede Wereldoorlog als school voor radio-elektronica. Plannen om de kerk te veranderen in een Russisch-orthodoxe kerk werden nooit uitgevoerd.
De koepel van de kerk werd beschadigd tijdens bombardementen in de Tweede Wereldoorlog, maar werd in de oorspronkelijke staat hersteld. Toen de Sovjet-autoriteiten in 1956 de kathedraal van Vilnius lieten ontheiligen en er een kunstmuseum vestigde, verplaatste men de zilveren sarcofaag van de heilige Casimir naar de Petrus en Pauluskerk. Na de heropening van de kathedraal in 1989 werden de relieken weer terug gebracht naar de kathedraal. Ondanks de onderdrukking van de kerk in de Sovjet-jaren vonden er aan de kerk in de periode 1976-1987 grondige restauratiewerkzaamheden plaats.

## Beschrijving
Geheel in de traditie van de Italiaanse barok bezit de Petrus en Pauluskerk net als de oudere Casimirkerk een plattegrond van een latijns kruis met een grote, veel licht doorlatende koepel boven de viering. Het gebouw heeft één doorgaand schip, waarvan het tongewelf door gordelbogen wordt onderbroken. Aan de zijden van het kerkschip bevinden zich kapellen, die via doorgangen met elkaar verbonden zijn. Aan het koor sluiten zich links en rechts sacristieën aan, waarvan de linker door een galerij met het klooster was verbonden.
Van buiten doet het gebouw enigszins gedrongen aan, omdat het forse zuilenportaal door twee smalle torens wordt geflankeerd. Opvallend is het gebruik van zuilen in plaats van de meer gangbare pilasters bij de barok.
Indrukwekkend is het geheel in het wit uitgevoerde interieur, dat vrijwel geheel overdekt wordt met stucwerk en beelden. Fresco's van een onbekende kunstenaar aan het tongewelf van het kerkschip en de gordelbogen boven het orgel worden omlijst met stucwerk. Het stucwerk toont florale motieven, gezichten, maskers, putti, cherubijnen en religieuze personen, maar ook alledaagse voorstellingen en wapens. Bijzonder fantasievol en beeldend zijn de zijkapellen vormgegeven met reliëfs in de gewelven en halve beelden boven de bogen of in de hoeken.
In het begin van de 19e eeuw werden omvangrijke renovaties uitgevoerd. Tegelijkertijd werd een nieuwe rococo-kansel in de vorm van een schip geïnstalleerd. Het altaar uit 1700 werd toen verkocht en staat tegenwoordig in de kerk van Boczki, Polen. Het grote altaarschilderij van de apostelen Petrus en Paulus die afscheid van elkaar nemen alvorens zij de martelaarsdood sterven werd door Franciszek Smuglewicz vervaardigd, de vier beelden in de altaarruimte door Kazimierz Jelski.
In de nis links van het altaar staat tegenwoordig het miraculeuze beeld "Ecce Homo", dat in 1864 uit het door de Russische autoriteiten gesloten klooster van de Orde der Trinitariërs werd gehaald. De in de kerk tentoongestelde grote trommel werd door Pac tijdens de slag bij Chotyn in 1673 op de Ottomanen buitgemaakt en door hem aan de kerk geschonken.
De opvallende kroonluchter in de vorm van een schip in het kerkschip dateert uit 1905. Het huidige orgel werd in 1907 door de orgelbouwer Jozef Radawicz gebouwd en verving een voorganger uit 1780.
In mei 2010 kreeg de kerk de klokken van de in 2008 gesloten Stefanuskerk uit Essen-Holsterhausen.

## Afbeeldingen

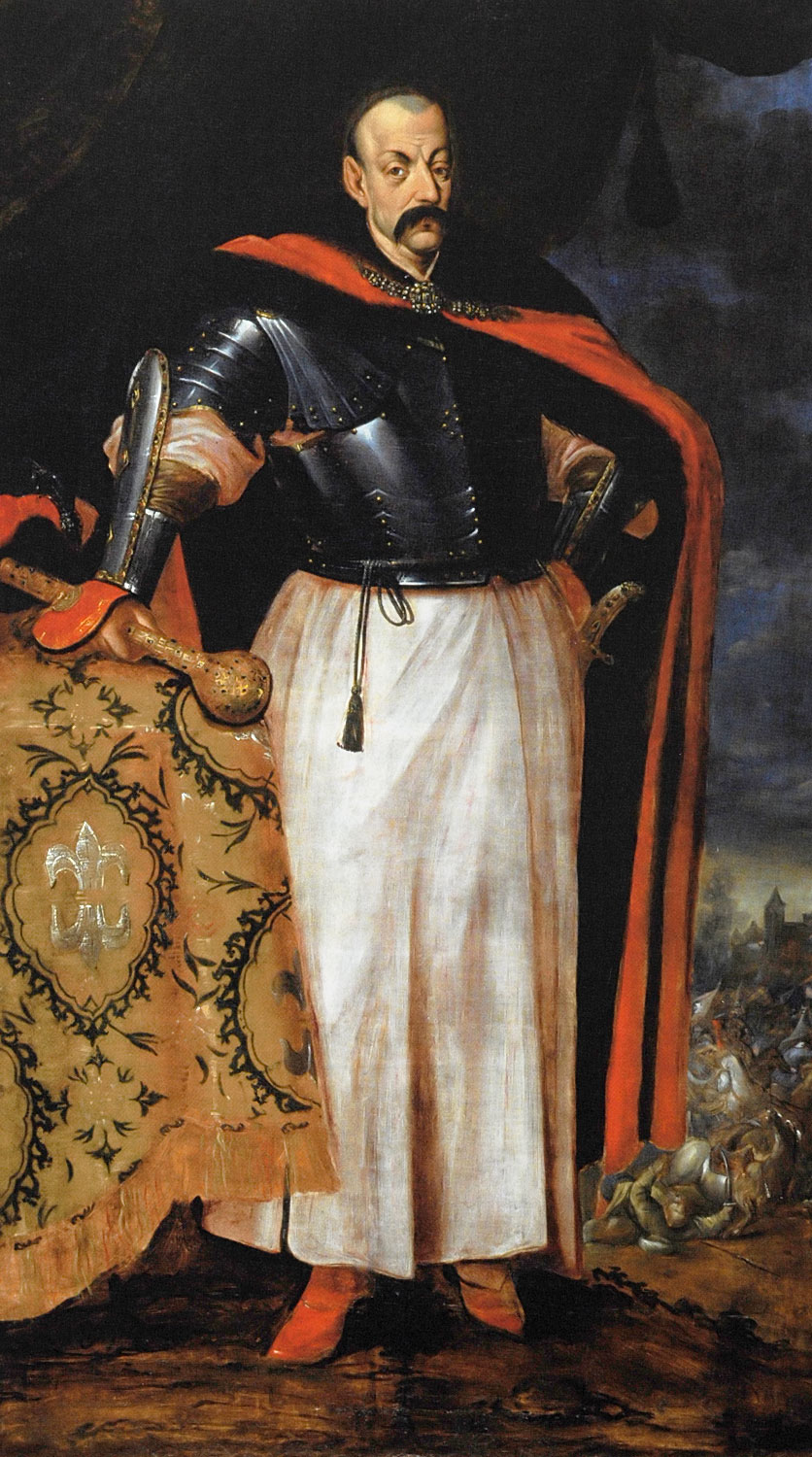
Schilderij van Michał Kazimier Pac in de apsis van de kerk
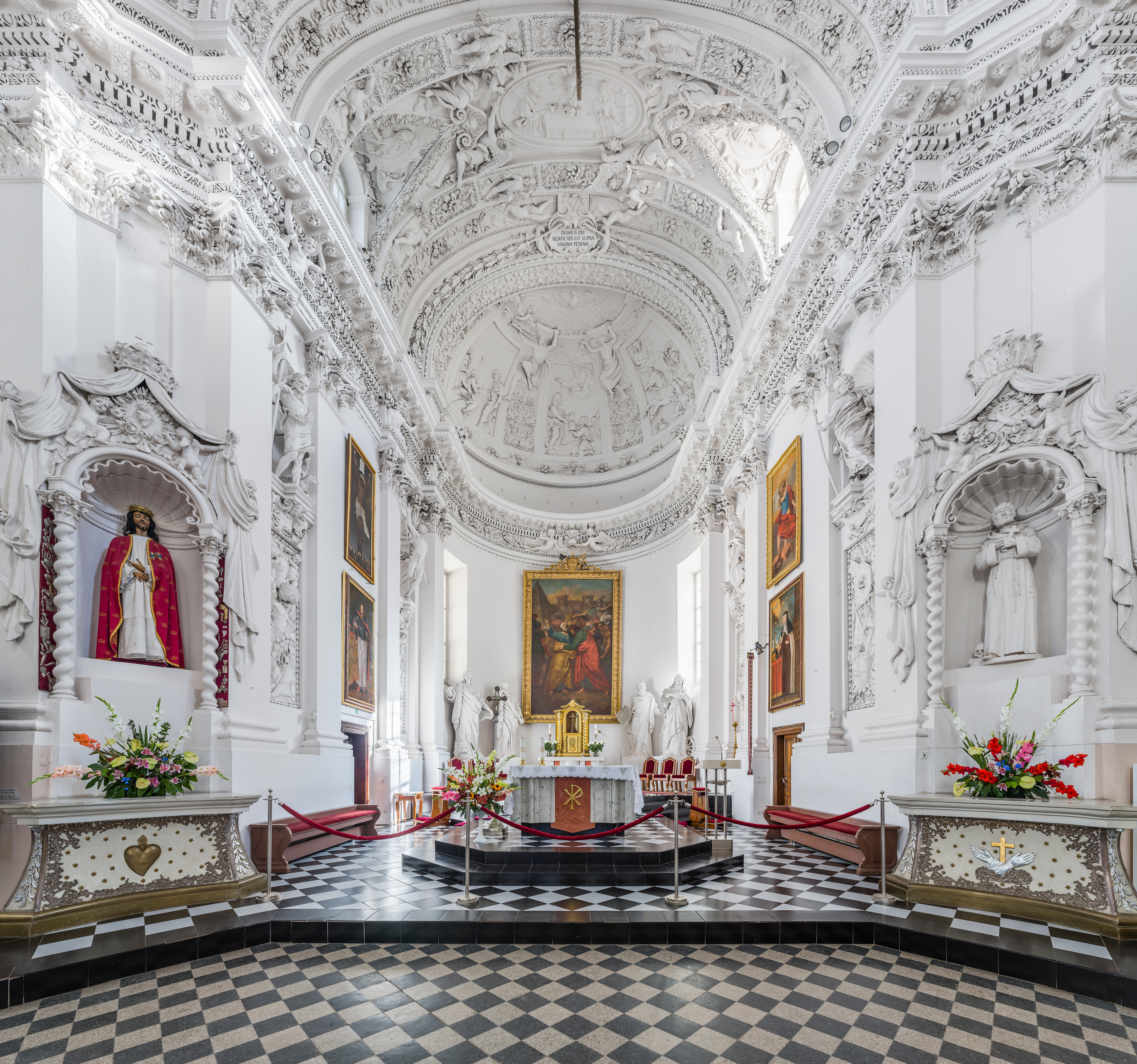
Interieur richting altaar
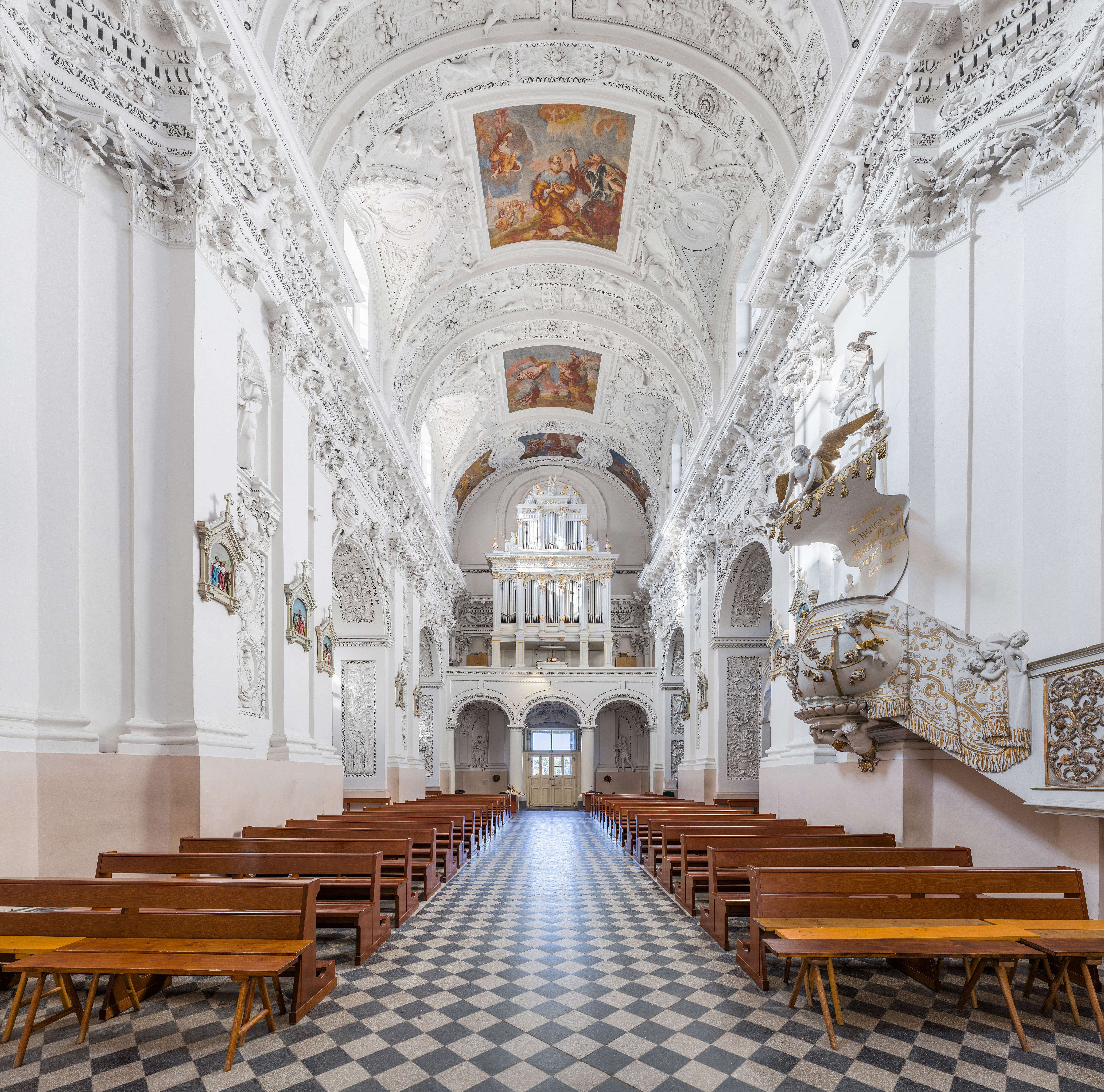
Interieur richting westen
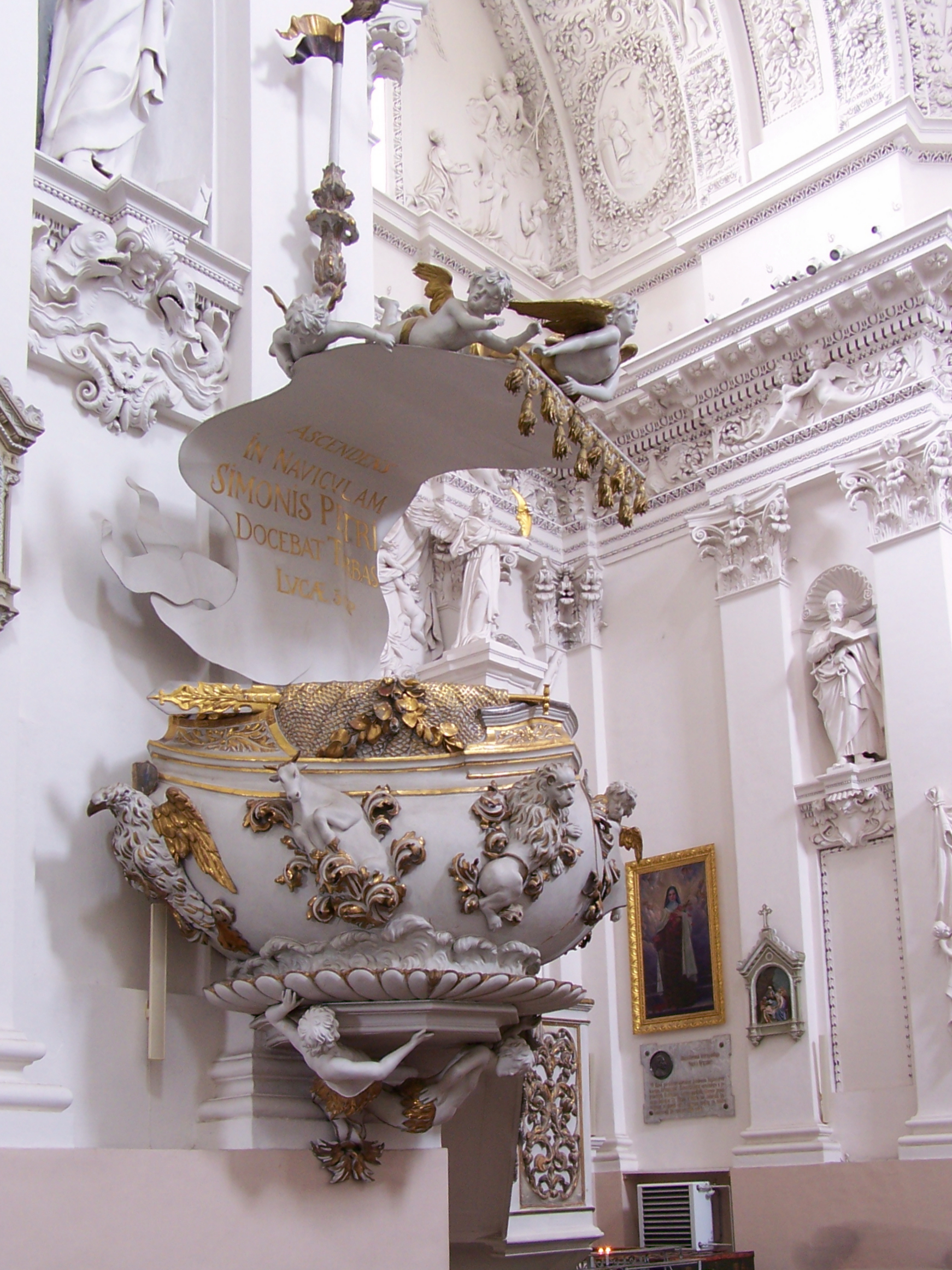
Kansel
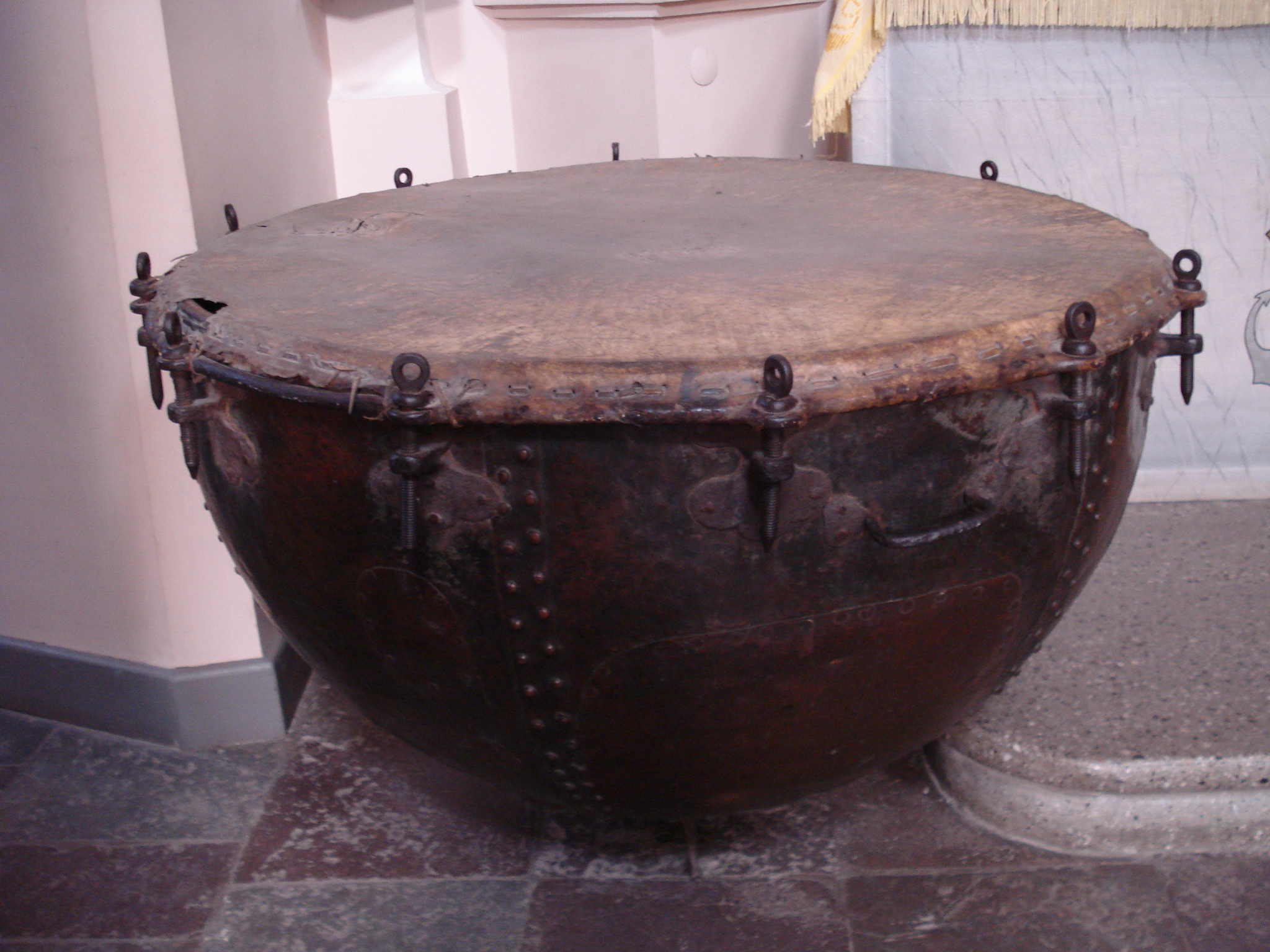
De door Pac op de Ottomanen buitgemaakte trommel
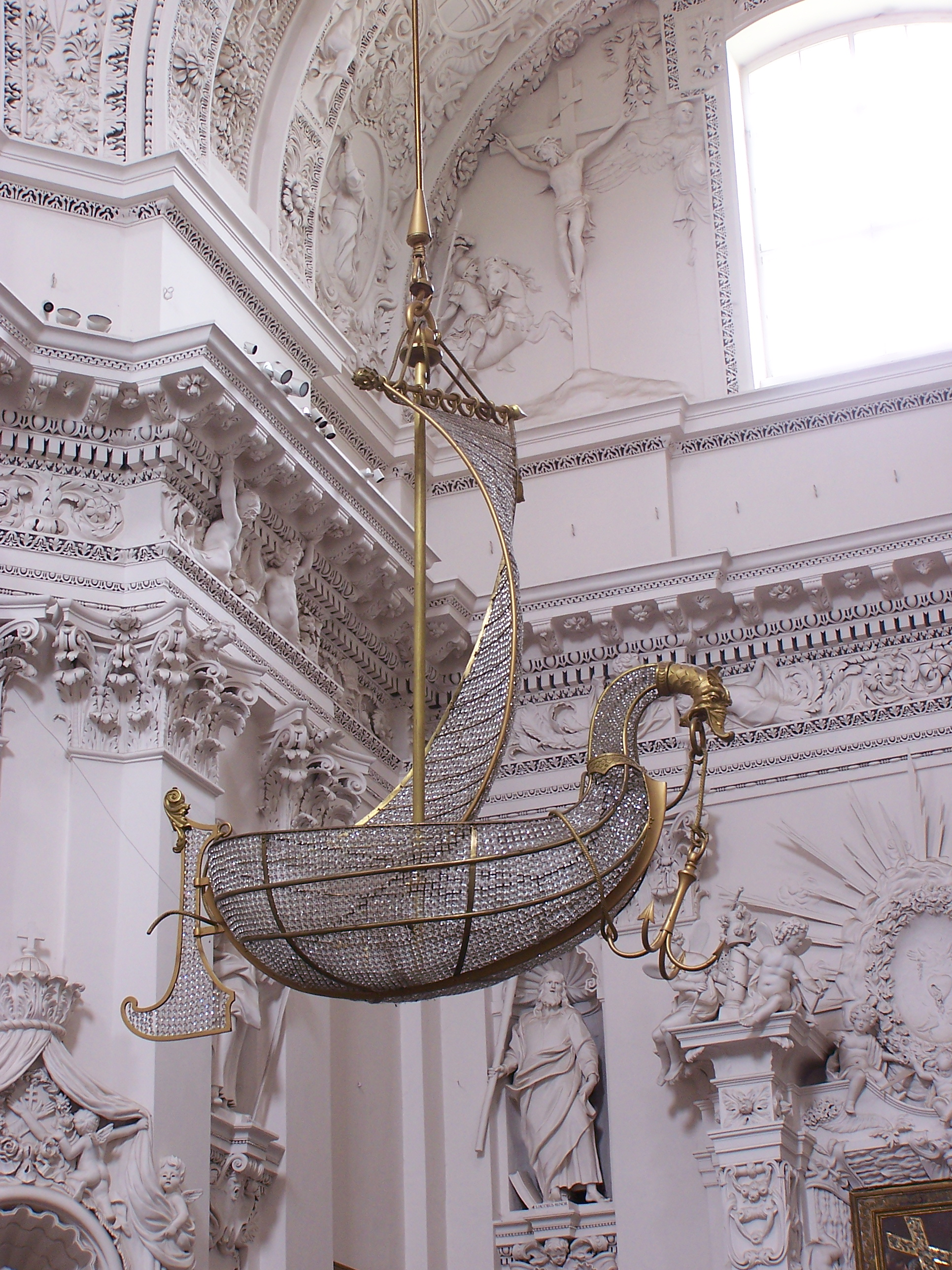
Kroonluchter in het middenschip
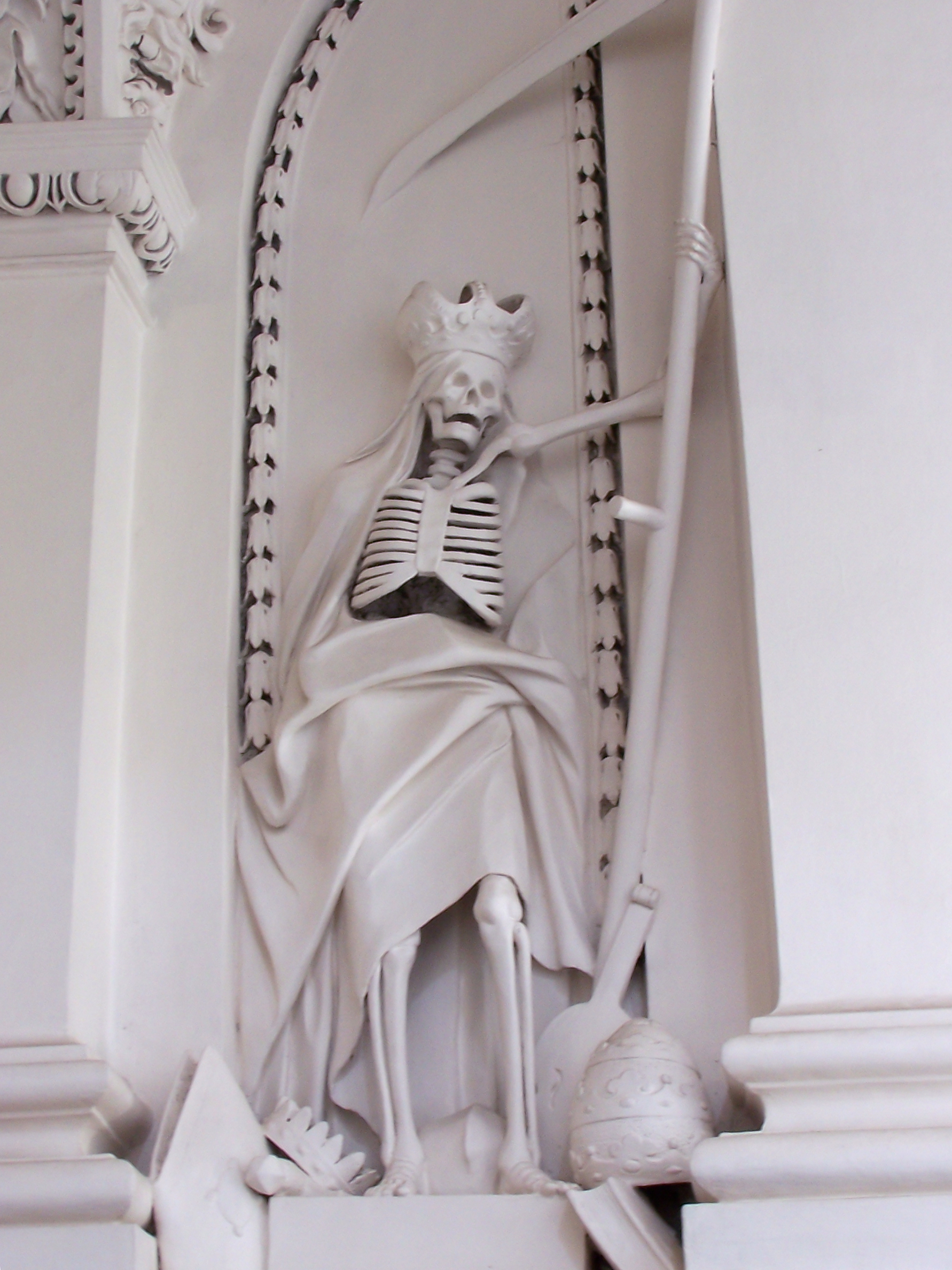
"Danse macabre", beeld bij de ingang van de kerk